# Glasnost
Glasnost (do russo: гла́сностьⓘ, lit. "transparência") foi uma política implantada, juntamente com a Perestroika ("reestruturação"), na União Soviética, durante o governo de Mikhail Gorbachev. A glasnost contribuiu em grande parte para a intensificação do clima de instabilidade causado por agitações nacionalistas, conflitos étnicos e regionais e insatisfação econômica, fatores que levaram ao colapso da URSS.

## Conceito
Enquanto no Ocidente a noção da glasnost se associa a liberdade de expressão, a meta principal desta política na URSS foi tornar o governo transparente e aberto para discutir, assim logrando o círculo estreito de apparatchiks que anteriormente exercera o controle completo da economia. A glasnost foi, portanto, um processo de abertura política.
A glasnost deu novas liberdades à população e sobretudo maior liberdade de expressão — uma modificação radical, visto que o controle da liberdade de expressão e a supressão da crítica ao governo eram até então elementos centrais no sistema de governo soviético. Houve também um maior grau da liberdade para os meios de comunicação.